# Оборона Вельяминовского форта
Оборона Вельяминовского форта (форта Вельяминовского) — происходила 29 февраля (12 марта) 1840 года в период Кавказской войны во время восстания черкесов.

## Предпосылки
Вельяминовский форт был построен в 1838 году на восточном побережье Чёрного моря у устья реки Туапсе в 150 м от берега моря. Входил в состав Черноморской береговой линии.
По показаниям бывшего 7 лет в плену у горцев (бежал в марте 1840 г.) рядового 2-й роты Черноморского линейного № 2 батальона Гаврилова, для взятия Вельяминовского форта черкесы начали собираться за две недели до того, при чём не только соседние племена, но и из дальних селений, включая окрестности Анапы и Кубани, «в числе последних и мирные». Всего горцев, по его словам, — собравшихся «от мала до велика», насчитывалось не менее 8 тыс. человек. Через лазутчиков гарнизон был заранее осведомлён о готовящемся нападении на форт горцев.
К концу февраля горцы в значительном числе подступили к Вельяминовскому форту и предварительно выслали в него дворянина Казнзазея с предложением сдаться. В противном же случае горцы угрожали «взять укрепление штурмом и вырезать гарнизон до последнего человека». Воинский начальник форта капитан Папахристо ответил, что «русские будут биться до последней капли крови, но форта не сдадут».
На военном совете перед штурмом горцы постановили, — не убирать «ни убитых, ни раненых» своих, пока полностью не овладеют фортом.

## Силы сторон
Всего Вельяминовский гарнизон насчитывал до 400 человек. Из них, за исключением больных, под ружьём находилось около 300 человек:
- 1-я и 2-я роты черноморского линейного № 5 батальона — до 140 человек.
- 2-я гренадерская рота Навагинского пехотного полка — около 150 человек.
- Команда из казаков Азовского казачьего войска — около 10 человек.

| Черноморского линейного № 5 батальона: - капитан Папахристо (воинский начальник) - прапорщик Луговский - прапорщик Цахни (Цакни) - прапорщик Иванов Навагинского пехотного полка: - подпоручик Худобашев - прапорщик Лико - прапорщик Николаенко | 11-й гарнизонной артиллерийской бригады: - прапорщик Румянченков Азовского казачьего войска: - зауряд-хорунжий Корсун Лазарет: - лекарь Нечипуренко |

В форте также находилось 6 крепостных орудий и 4 мортирки.
Горцев по разным данным насчитывалось: до 7 тыс.; около 7 тыс.; не менее 8 тыс.; до 10 тыс.; 12 тыс.

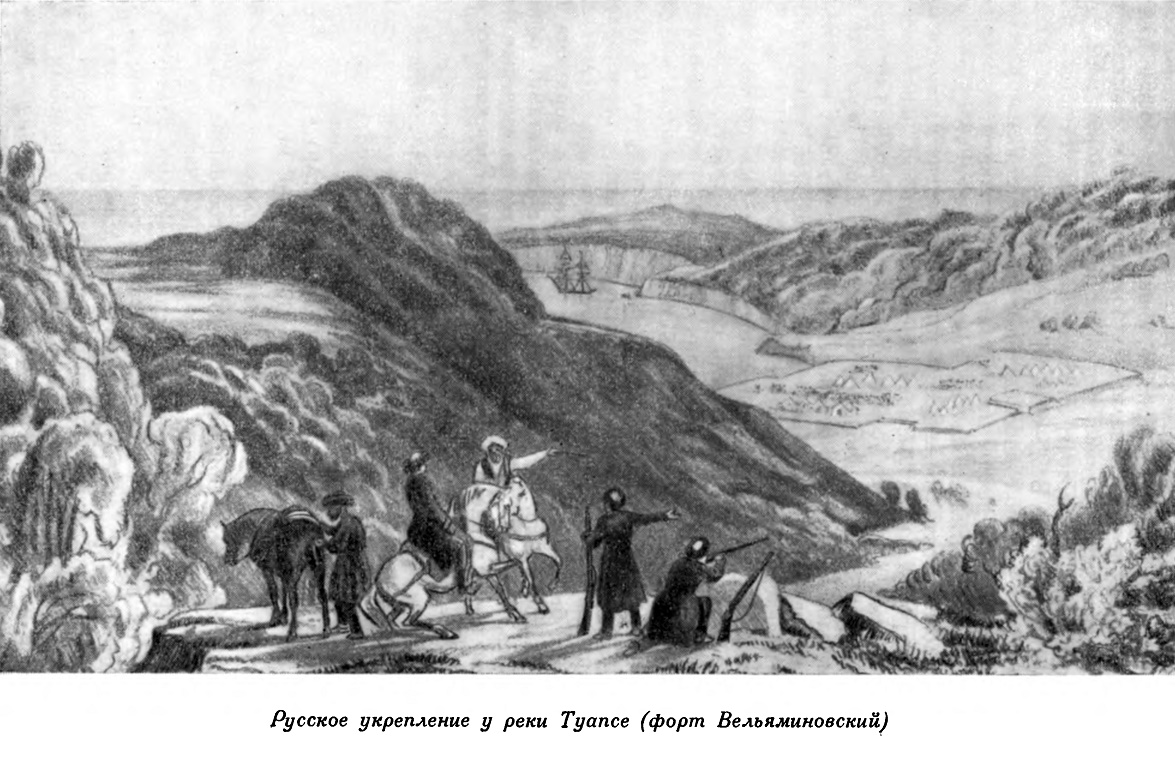
Кызбеч и его воины планируют атаку на Вельяминовскую крепость, 1839 год.

## Оборона
В ночь на 29 февраля 1840 года горцы скрытно подошли к Екатерининской балке и расположились там в боевой готовности. В форте на валах и батареях стояла находившаяся в то время в карауле 1-я рота черноморского линейного № 5 батальона. С рассветом многие солдаты из 2-го взвода 2-й гренадерской роты Навагинского пехотного полка в гарнизонной церкви слушали заутреню по случаю говения. Ближе к рассвету под покровом утреннего тумана горцы насколько можно незамеченными ближе подобрались к форту и с разных сторон устремились на его штурм.
Часть горцев направилась к воротам и, разломав их, ворвалась форт. Находившийся в казарме 1-й взвод навагинцев поднялся по тревоге и во главе со своим ротным командиром подпоручиком А. С. Худобашевым устремился против штурмующих в штыковую атаку. Следом на помощь 1-му взводу подоспел и находившийся в то время в церкви 2-й взвод того же полка. Общими усилиями навагинцам удалось вытеснить неприятеля за ворота.
В то же время другие горцы, достаточно быстро разломав и разбросав рогатки, под картечным и ружейным огнём штурмовали бастионы и стены одновременно с трёх сторон. Некоторое их число сразу взобралось на обвалившийся бруствер, но тут же было выбито от туда штыками линейцев. Тем временем, подсаживая друг друга во рву, горцы в разных местах также взбирались на валы, но линейным ротам на первых порах удавалось опрокидывать их натиск. После жестокого рукопашного боя атаки горцев на бастионы № 2, № 3 а после № 1 были отбиты. Однако вскоре, «подавляя громадным количеством сил», горцы сломили сопротивление линейцев на бастионе № 4 и ворвались в форт. После этого пали защитники бастионов № 1 и № 2. Вытащив из офицерского дома всё ценное и полезное, горцы подожгли его, в результате чего гарнизон был разделён на несколько частей.
Между тем поднятая по тревоге 2-я рота линейцев выстроилась и некоторое время стояла под ружьём в ожидании ротного командира. Наконец видя, что «неприятеля прибывает более и более», солдаты бросились за фельдфебелем к дальнему блокгаузу и заперлись в нём. Горцы, обложив тот блокгауз со всех сторон, потребовали у них сдаться. Последние отвечали только выстрелами. Тогда горцы обложили блокгауз хворостом, вызывая солдат выйти из него и, не дождавшись этого, подожгли его. Когда пламя охватило строение, одни, продолжая отстреливаться, кричали, — «умрём, братцы, а не сдадимся!», другие, стоявшие у дверей, выбежали из него чтобы сдаться, но тут же были изрублены горцами. После 2-часового боя почти вся рота погибла.
Тем временем, воинский начальник капитан Папахристо с зажжённым фитилём устремился к пороховому погребу, чтобы взорвать его, но, не успев добежать, был убит горцами. Ту же попытку «с общего совета и желания офицеров» взорвать пороховой погреб предпринял и прапорщик 11-й гарнизонной артиллерийской бригады Румянченков, который также не сумел добежать до него и был изрублен горцами.
Увидев, что горцы прорвали оборону на валах, подпоручик Худобашев со своими гренадерами оставил ворота и отступил к ближайшему бастиону № 3. Повернув орудия во внутрь форта, навагинцы открыли огонь по ворвавшемуся в него неприятелю, нанеся ему значительный урон. Горцы в свою очередь, из укрытий вели плотную ружейную стрельбу, убив и ранив многих солдат и офицеров. Расстреляв все снаряды и патроны, навагинцы вступили с наседавшими на них с разных сторон горцами в рукопашную схватку. «Зло и отчаянно дрались гренадеры, устилая горжу бастиона своими и неприятельскими трупами». В ходе боя орудия пять раз переходили из рук в руки. Раненный в живот подпоручик Худобашев сидя на барабане до конца продолжал руководить боем.
Примерно к 3 часам пополудни, сопротивление защитников форта было окончательно сломлено.

## Потери
Из 2-й гренадерской роты Навагинского пехотного полка в плен были взяты подпоручик Худобашев и 15 нижних чинов (все раненые).
Из 2-й роты черноморского линейного № 5 батальона в блокгаузе были взяты в плен прапорщики Луговский и Цакни, и 20 нижних чинов.
Весь остальной гарнизон погиб.
Потери горцев по разным оценкам составили: до 700 убитых, не считая раненых или от 800 человек убитыми и ранеными.
При взятии Вельяминовского форта получил смертельное ранение один из предводителей шапсугов Тугужуко Кызбэч (Кизилбеч Шеретлук или Казбич Шертулоков).

## Последствия
До 150 тел погибших горцев из дальних селений «по трудности перевозки» были похоронены близ самого форта.
10 мая у устья реки Туапсе высадился русский десант, который без боя занял форт и устроил вокруг него засеки. Перед рассветом 11 мая несколько горцев подкрались к заграждениям, но были раскрыты часовыми и после непродолжительной перестрелки скрылись.
В тот же день в 9 часов утра была совершена панихида «об убиенных» при обороне форта, и найденные в нём останки тел 141 бойца его гарнизона были преданы земле.